# Elaphrus riparius
Elaphrus riparius là một loài bọ cánh cứng thuộc họ Carabidae đặc hữu của miền Cổ bắc và Cận Đông. Ở châu Âu, Loài này có ở Áo, Belarus, Bỉ, Quần đảo Anh, Bulgaria, Croatia, Cộng hòa Séc, mainland Đan Mạch, Estonia, Phần Lan, chính quốc Pháp, Đức, Hungary, Ireland, chính quốc Ý (doubtful), Kaliningrad, Latvia, Liechtenstein, Litva, Luxembourg, Bắc Ireland, mainland Na Uy, Ba Lan, Nga, Slovakia, Slovenia, Chính quốc Tây Ban Nha, Thụy Điển, Thụy Sĩ, Hà Lan, Ukraina và Nam Tư.

## Hình ảnh

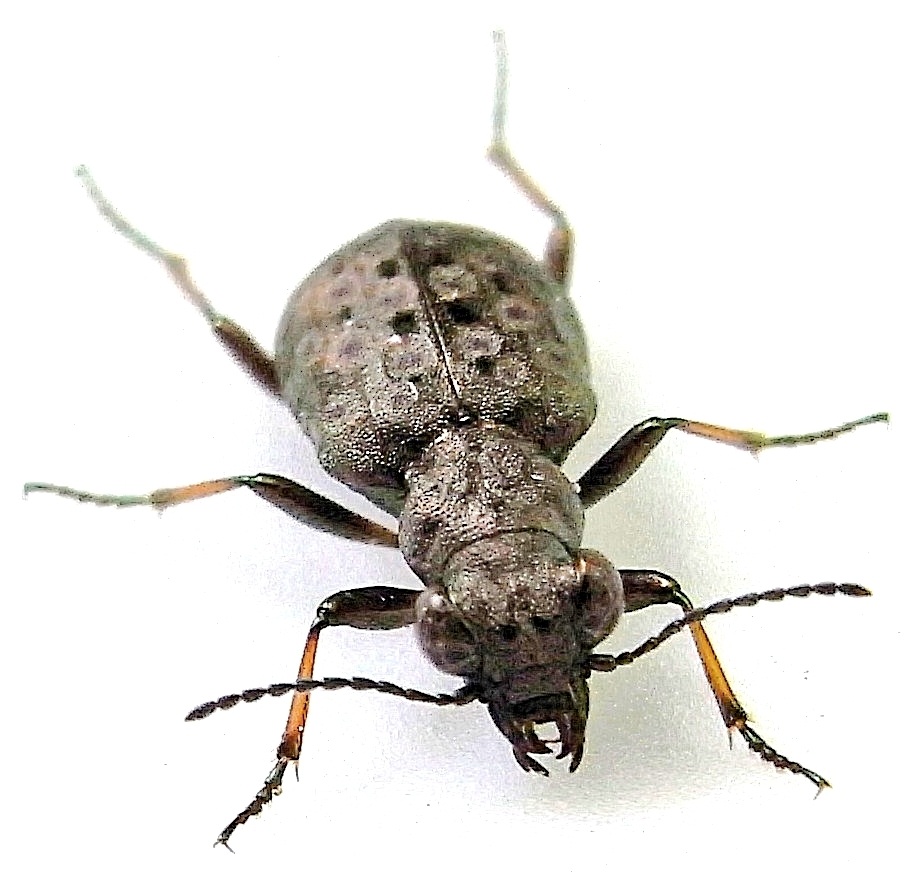
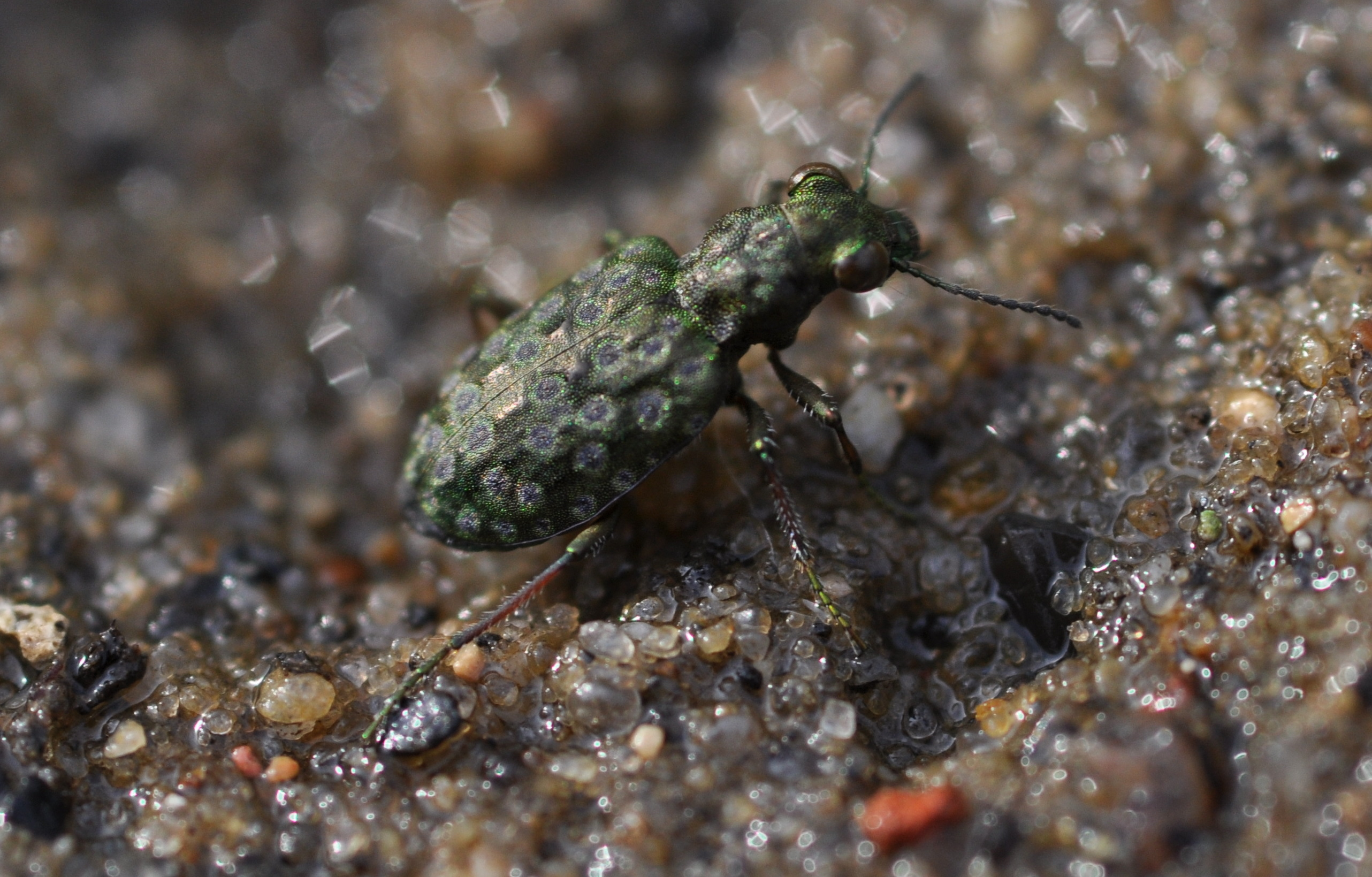
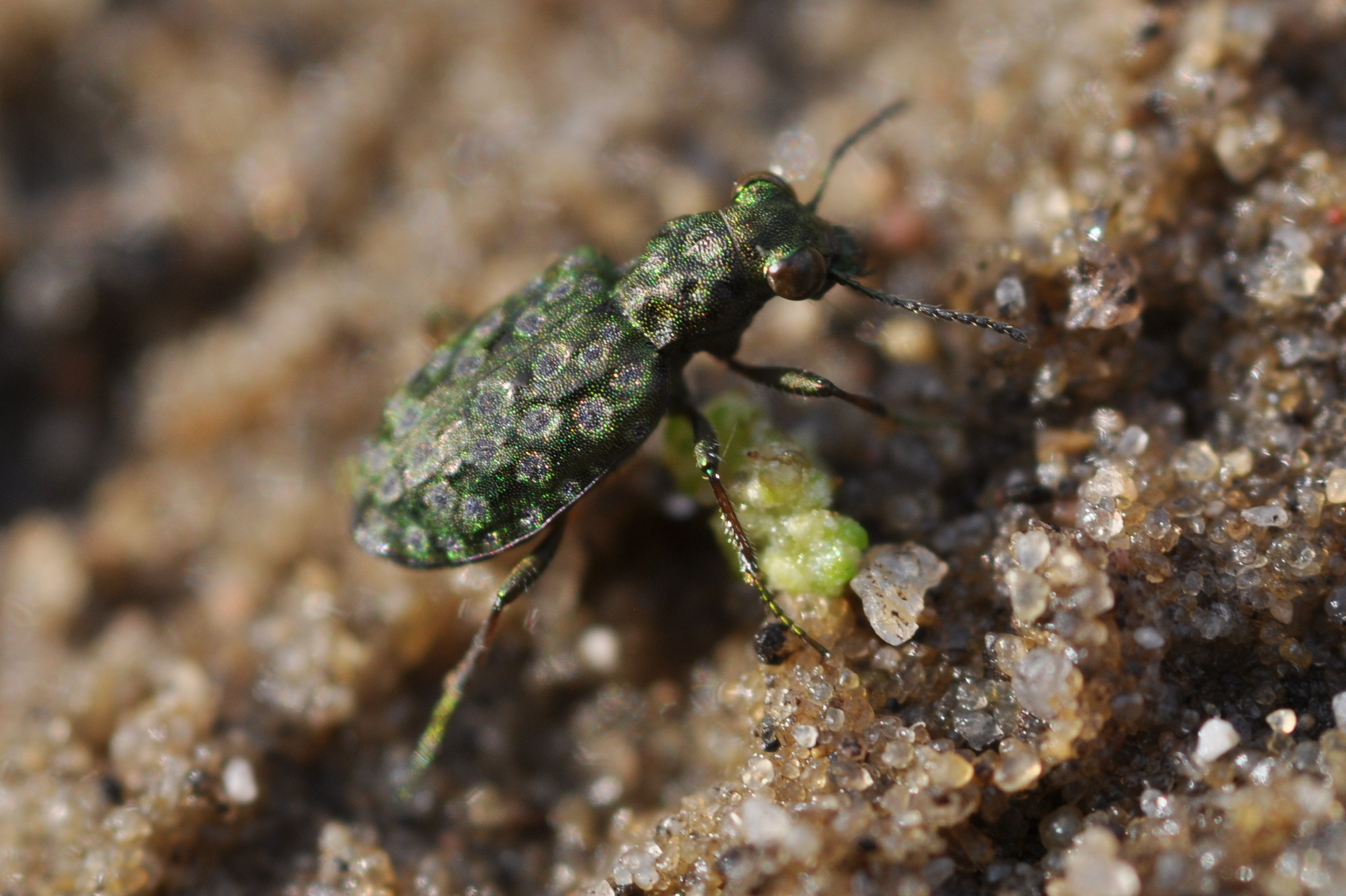
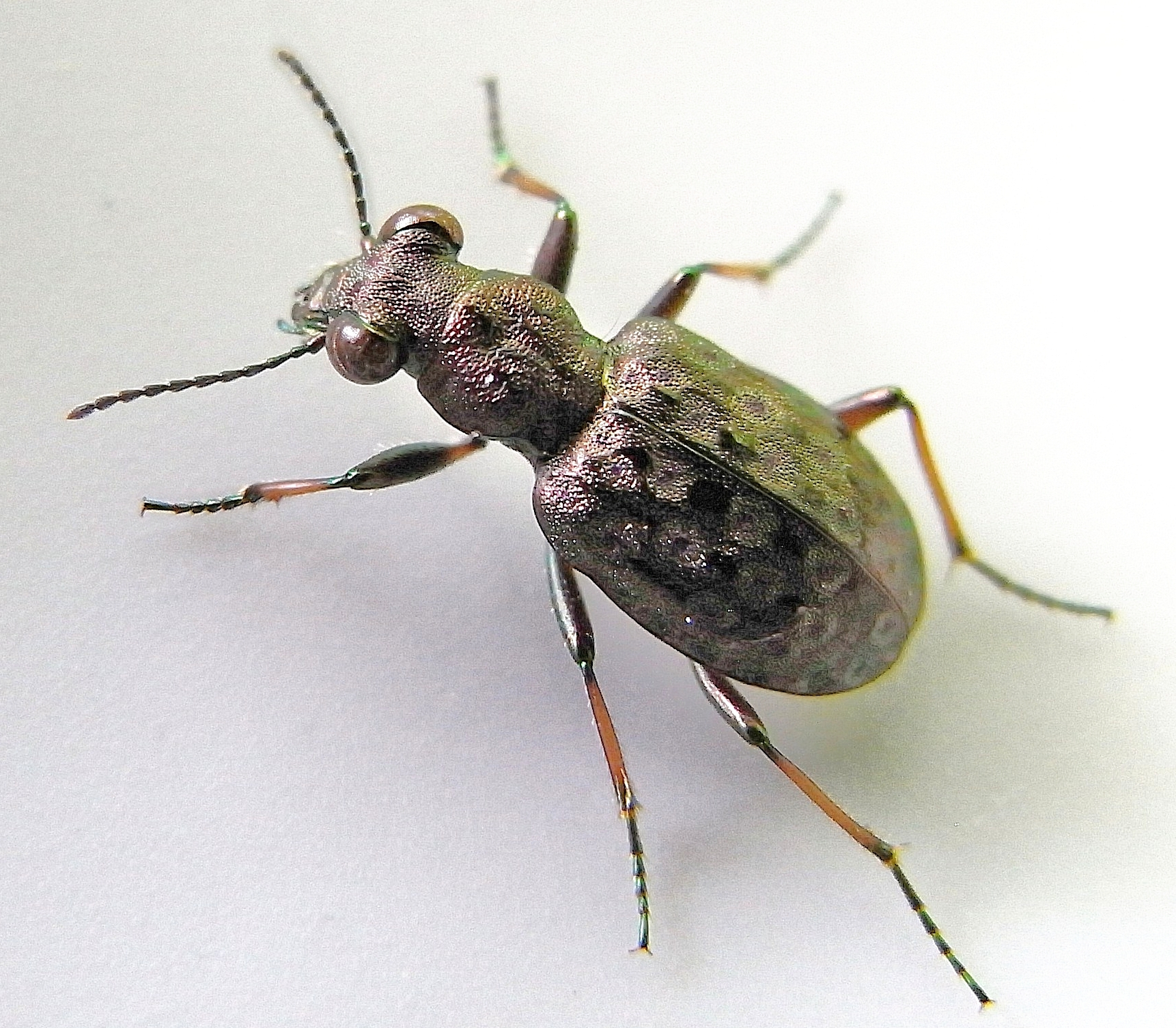